# Płaza (budownictwo)

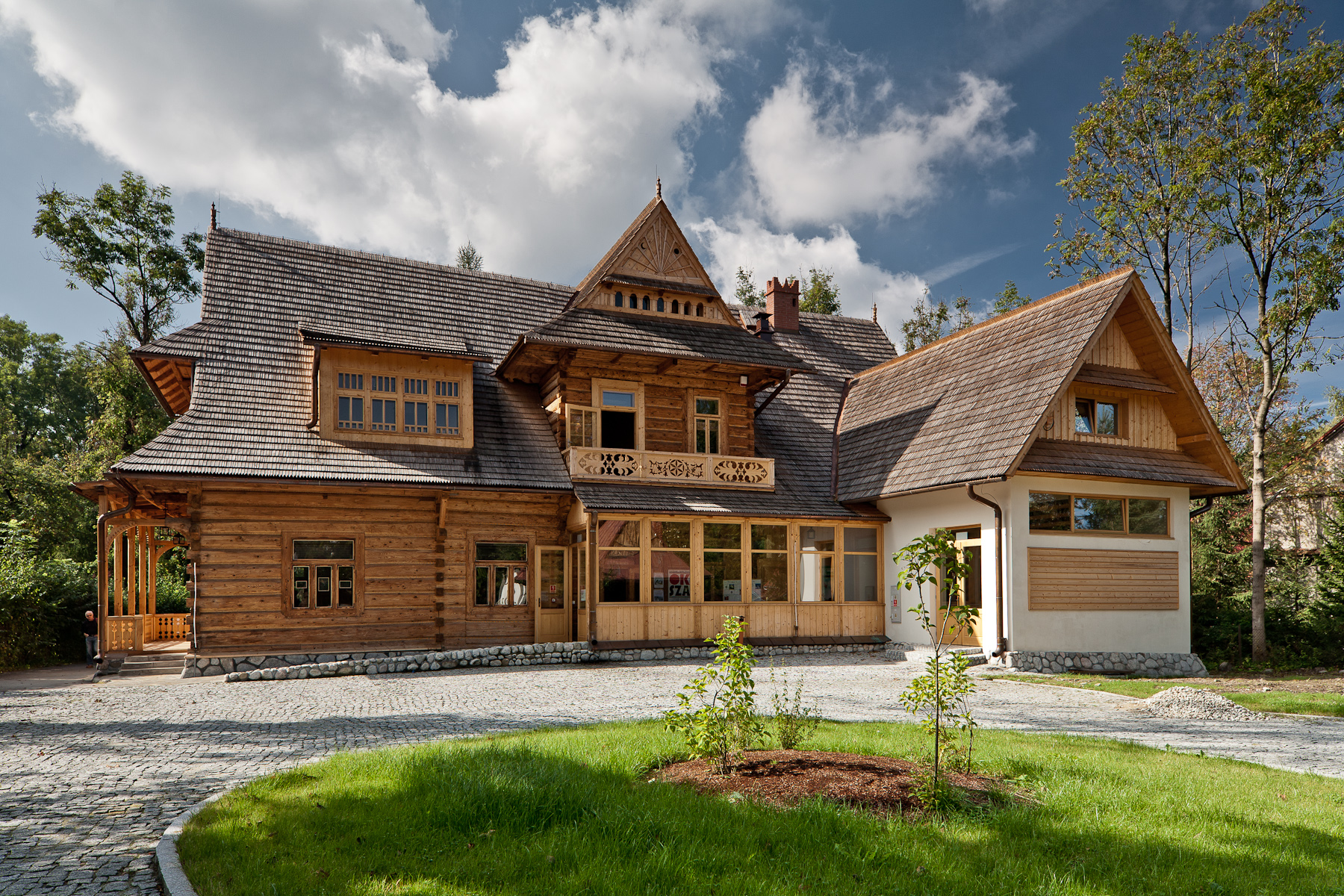
Willa „Oksza” w Zakopanem, 1894 (2011) ze ścianami wykonanymi z płaz.

Płaza – rodzaj drewnianej belki, zazwyczaj o grubości około 16–18 cm, wykonany w wyniku rozcięcia pnia drzewa na dwie części. Układane poziomo płazy, w tradycyjnym budownictwie podhalańskim, wykorzystywane są do budowy ścian.